# Disciple
Pour le personnage chrétien, voir Disciple (christianisme).
 (juin 2017).
Si vous disposez d'ouvrages ou d'articles de référence ou si vous connaissez des sites web de qualité traitant du thème abordé ici, merci de compléter l'article en donnant les références utiles à sa vérifiabilité et en les liant à la section « Notes et références ».

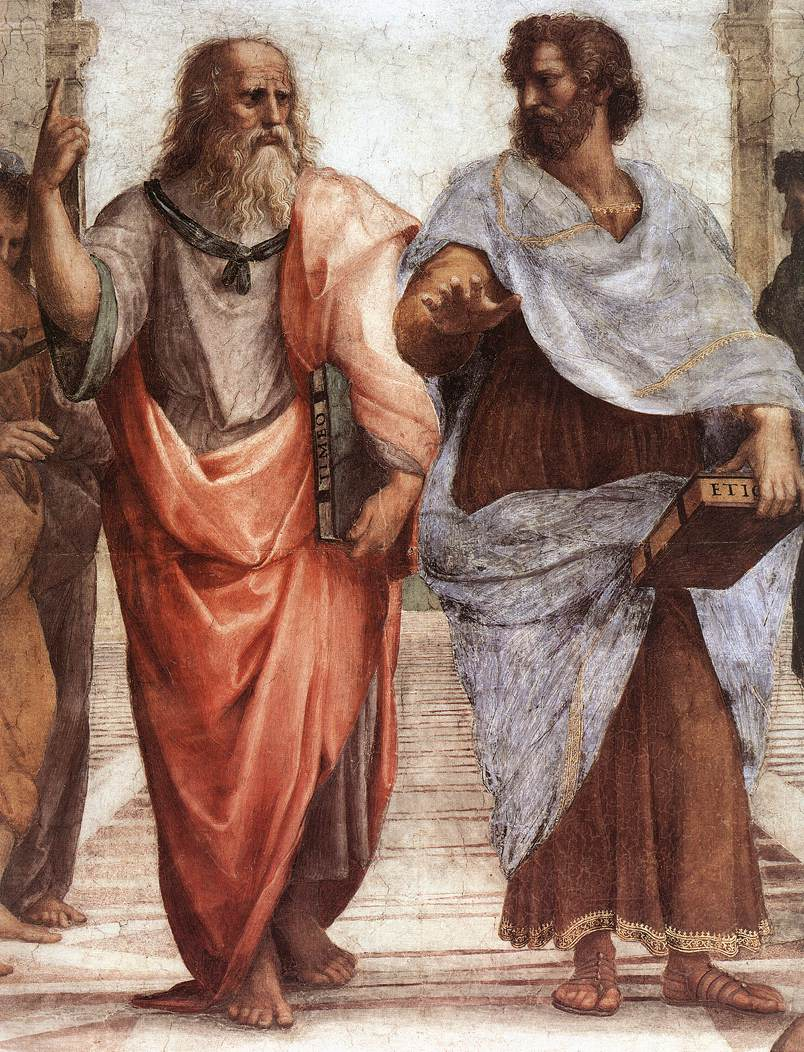
Platon et Aristote.

On appelle disciple (en latin : discipulus, signifiant "élève"), celui qui suit l'enseignement (philosophique, spirituel, technique ou artistique) d'un maître. À la différence d'un étudiant, le disciple suit un apprentissage en théorie et en pratique auprès du maître par imitation.

## Philosophie
Platon était le célèbre disciple du non moins célèbre Socrate. Aristote a été disciple de Platon avant de fonder sa propre doctrine.

## Religions

### Christianisme
Ce terme est souvent utilisé pour désigner ceux qui ont suivi Jésus-Christ, dont les douze apôtres et les septante disciples envoyés par le Christ pour prêcher l'évangile (Lc 10,1-24).

### Hindouisme
Les disciples d'un guru dans l'hindouisme sont appelés shishya (sanscrit).

### Bouddhisme et jaïnisme
Dans le bouddhisme et le jaïnisme, les disciples sont appelés shravaka (sanscrit) ou savaka (pali).
Dans le bouddhisme tibétain, un disciple est appelé lanou.

### Soufisme
Dans le soufisme, le disciple est appelé mouride (arabe murîd).

### Perception dans la société contemporaine

#### Occident
En Occident, et en particulier en France, dans le domaine de l'analyse des nouveaux mouvements religieux, la relation gourou/disciple est souvent suspecte et le disciple est fréquemment appelé un adepte. Le sens est globalement péjoratif, impliquant une forme de dépendance, d'aliénation ou de manipulation mentale de la part du gourou. On parle parfois aussi de fidèle.[réf. nécessaire]

#### Orient
En Orient, la relation du disciple et maître (le guru, en sanskrit) est restée plus vivante. Traditionnellement, le maître détient un enseignement qu'il ne divulgue qu'à celui qui est prêt à le recevoir.

Certains textes philosophiques, tels que la Bhagavad-Gita, disent « lorsque le disciple est prêt, alors le maître arrive ».

## Arts martiaux
Dans les arts martiaux japonais, un disciple est appelé deshi. Voir aussi : uchi deshi et jikideshi.

## Arts
Les artistes renommés ont longtemps eu des élèves qu'on appelait disciples. Léonard de Vinci est un de ces maîtres dont les disciples furent nombreux (Salai, Francesco Melzi). Deux auteurs de bandes dessinées, Turk et de Groot, ont créé une série à succès Léonard autour de ce thème et dans laquelle on voit le disciple souffre-douleur, Basile, subir le génie et les humeurs de Léonard de Vinci.